# Коровья смерть

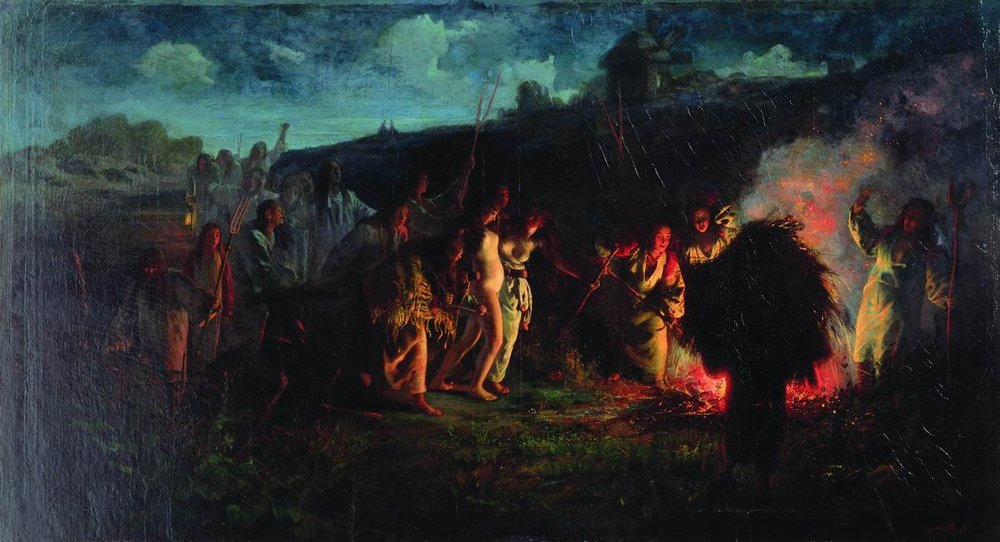
Г. Мясоедов. Опахивание от Коровьей смерти

Коро́вья смерть (Скотья смерть, Товаряча смерть, Чёрная Немочь) — у восточных славян персонификация смерти рогатого скота. Практически повсеместно был распространён обряд изгнания Коровьей смерти, который совершался во время падежа скота или в профилактических целях.

## Поверье
Считалось, что появляется Коровья смерть чаще всего в день Агафьи Коровницы в виде коровы или кошки, чаще всего чёрной, или собаки, иногда в облике коровьего скелета (поздний символ, возникший по образцу популярного облика человечьей смерти) или старой отвратительной женщины, имеющей руки граблями. По поверьям она сама не приходит, а заносится или завозится приезжим, прохожим человеком или ведьмой.  С Коровьей смертью борются различными обрядами: опахиванием селения, умерщвлением коровы, кошки, собаки или иного небольшого животного и петуха (чаще всего путём закапывания живьём), зажиганием «живого огня», то есть добытого трением, перегоном скота через ров или тоннель, вырытый в земле, тканьём «обыденного» — вытканного за один день холста. Для совершения обряда опахивания собирались ночью скрытно все женщины в одних рубахах, с распущенными волосами, брали в руки кто дубины или косы, на вдову надевали хомут без шлеи, запрягали её в соху и гурьбой обходили деревню. При опахивании иногда поют, призывая Коровью смерть выйти из села, так как в селе ходит святой Власий (Велес) — «скотий бог». Пропаханную борозду засевали песком. Это действо сопровождалось специальной обрядовой песней:
Вот диво, вот чудо!

Девки пашут, бабы песок рассевают!

Когда песок взойдёт,

Тогда и смерть к нам придёт!
Чтобы напугать Смерть, процессия поднимала неимоверный шум: гремели косами, сковородами, серпами, печными заслонками, поднимали крики и визг. Если навстречу попадалось какое-нибудь животное (кошка, собака), его тотчас убивали, считая, что это Смерть, укрывается в виде оборотня (курск., орлов.).
Оберегом от Коровьей смерти были сношенные старые лапти, пропитанные дёгтем, которые вешались в хлеву.